# Crenicichla reticulata
Genre
Synonymes
- Batrachops reticulatus Heckel, 1840
- Crenicichla elegans Steindachner, 1881
- Batrachops punctulatus Regan, 1905

Crenicichla reticulata est une espèce de poissons de la famille des Cichlidae. Elle est trouvée dans les bassins de l'Amazone, en Colombie, au Pérou et au Brésil, et de l'Essequibo en Guyana.